# Evangelii praecones
Evangelii praecones („Herolde des Evangeliums“) ist eine Missionsenzyklika, die am 2. Juni 1951 von Papst Pius XII. veröffentlicht wurde. Hierin schreibt Pius XII. über die Förderung der katholischen Mission. Die Enzyklika erinnert gleichzeitig an das 25-jährige Jubiläum  der Enzyklika Rerum Ecclesiae von Papst Pius XI.

## Fünfundzwanzig Jahre Mission
Mit eindrucksvollen Zahlen belegte der Papst die erfolgreiche Missionsarbeit:
- Von 1926 bis 1951 sei die Anzahl der katholischen Missionen von 400 auf fast 600 angestiegen;
- Die Anzahl der Katholiken in den Missionsgebieten stieg von 15 Millionen auf fast 20,8 Millionen;
- In den Jahren von 1926 bis 1951 sei die Anzahl der einheimischen und fremden Priester in den Missionen von 14.800 auf 26.800 angestiegen;
- Waren bisher alle Bischöfe in den Missionen Ausländer, so seien es nun 88 Missionen mit einem einheimischen Bischof.

## Die „Evangelisation“
In der Aufgabe der Missionierung sieht Pius XII. noch viel Arbeit, die von Priestern und Laien geleistet werden müsse. Die klassische Mission sei aber nur ein Element der christlichen Aufgabe, es sei nun wichtig, das Konzept der Evangelisation hinzu zu fügen. Pius erinnert an seine Antrittsenzyklika Summi pontificatus, in der er ausführte, dass insbesondere alles, was in den Gebräuchen und Gewohnheiten dieser Völker nicht unlösbar mit religiösem Irrtum verknüpft sei, stets mit Wohlwollen geprüft und, wenn immer möglich, geschützt und gefördert werden solle.

## Boten der frohen Botschaft
In der Enzyklika bezeichnet Papst Pius XII. die Missionare als Boten und Herolde, sie seien Apostel Jesu Christi.

„Sein Auftrag will nicht, dass nur die europäische Kultur in ihrem gegenwärtigen Stand in ferne Missionsländer übertragen und dort verbreitet werde, wie man einen Baum umpflanzt. Vielmehr soll er Unterweisung und Erziehung dieser Völker, die zuweilen mit Stolz auf ihre sehr alte und hohe Kultur weisen, so gestalten, dass sie wohl vorbereitet sind, um die Grundsätze der christlichen Moral und Lebensführung gerne anzunehmen und in die Tat umzusetzen. Diese Grundsätze können mit jeder profanen Kultur zusammengehen, vorausgesetzt dass sie gesund und unverdorben sind. Sie können sogar ihren Einfluss zum Schutz der Menschenwürde und zur Erreichung des Glückes stärken. Wenn auch die eingeborenen Katholiken in erster Linie Kinder der großen Gottesfamilie und Bürger seines Reiches sind, so bleiben sie doch zugleich auch Bürger ihres irdischen Vaterlandes.“

## Die Berufung zur Mission
Es müsste aber auch erwähnt werden, so schreibt Pius XII., dass die Entsendung zum Auftrag der Evangelisierung in nichtchristlichen Länder eine besondere Berufung sei. Es sei nicht die Aufgabe „das zu suchen, was seines, sondern das, was Christus ist.“ Er greift nochmals auf den Apostel Paulus zurück, der die Arbeit für Christus mit der Arbeit eines „Botschafters“ bezeichnet habe. Es sei zwar wichtig, sein Vaterland zu lieben, die Kirche aber solle mit einer noch leidenschaftlicheren Hingabe geliebt werden.